# Filiz Aker
Filiz Aker, född Fatoş Bayer 5 augusti 1963 i Yozgat, död 27 augusti 2017 i Beşiktaş, var en turkisk fotomodell och skådespelare.

## Biografi
Filiz Aker var fotomodell under lång tid, men spelade även in flera filmer. År 1998 avslutade hon sin skådespelarkarriär och gifte sig med en amerikansk affärsman.

## Död
Enligt poliskällor ska Filiz Aker på ett hotell i Istanbul i augusti 2017 ha skjutit ihjäl TV-kändisen Vatan Şaşmaz och därefter begått självmord.

## Filmografi
- 1986 – Kral Affetmez
- 1987 – İnsan Avcıları
- 1988 – Kurtlar Geceyi Sever
- 1988 – Sürgün
- 1988 – Alman Avrat 40 Bin Mark
- 1989 – Vahşi ve Güzel
- 1994 – Bir Sonbahar Hikayesi